# Raposa (ort)
Raposa är en ort i Brasilien.   Den ligger i kommunen Pastos Bons och delstaten Maranhão, i den östra delen av landet, 1 100 km norr om huvudstaden Brasília. Raposa ligger 387 meter över havet och antalet invånare är 11 883.
Terrängen runt Raposa är varierad. Raposa är det största samhället i trakten.
Omgivningarna runt Raposa är huvudsakligen savann. Runt Raposa är det glesbefolkat, med 13 invånare per kvadratkilometer.